# Hokkaidō
Hokkaidō (北海道? lett. "via del Mare del Nord") (AFI: [ho̞k̚ka̠ido̞ː] ) è una delle otto regioni del Giappone, situata direttamente a nord dell'isola principale dell'arcipelago nipponico, Honshū. È la più settentrionale delle cinque isole maggiori che compongono l'arcipelago giapponese e la meno urbanizzata.
Il toponimo Hokkaidō significa letteralmente "Circuito del Mare Settentrionale", terminologia risalente all'arcaica organizzazione statale nipponica del Gokishichidō (五畿七道?, "Cinque province e sette circuiti"), in cui la regione figurava tra i sette circuiti (dō) dell'ordinamento amministrativo del Paese; il nome originario era però Ezo (o Yezo), dall'antica denominazione di Ezochi (蝦夷地?, "Terra dei barbari settentrionali").
L'isola è caratterizzata da una natura selvaggia (ospita più di sessanta vulcani che rappresentano oltre il 10% dei vulcani di tutto il mondo) e da inverni rigidi in rapporto alla latitudine; Hokkaidō attira amanti della natura e degli sport invernali nei mesi più freddi, ciclisti, campeggiatori ed escursionisti da giugno a settembre. L'isola di Hokkaidō è la maggiore produttrice agricola di tutto il Giappone.
Tutta l'isola è un'unica prefettura il cui capoluogo è Sapporo. Alcune isole minori contese con la Federazione Russa sono considerate dal governo giapponese parte della prefettura.

## Geografia fisica

### Territorio
L'isola presenta 5 281 297 abitanti con una densità di popolazione di 67,72 ab./km².
Escludendo i suoi laghi l'isola di Hokkaidō ha un'estensione di 78719 km², fatto che la rende la 21ª isola più grande del mondo. L'isola di Hokkaidō costituisce la parte più settentrionale dell'arcipelago giapponese, nei pressi della Russia. Le sue coste si affacciano sull'Oceano Pacifico a est e a sud, sul mare di Ochotsk a nord e sul mar del Giappone a ovest. A nord lo stretto di La Pérouse la separa dall'isola russa di Sachalin.
La sua forma ricorda quella di un rombo, le cui estremità sono rappresentate dai capi di Sōya a nord, Shiretoko a est, Erimo a sud-est e Shakotan a ovest.
È un'isola di origine vulcanica: le montagne sono concentrate nella parte centrale dell'isola, addolcendosi in pianure che si stendono fino alle coste. I maggiori rilievi sono il monte Asahi (2290 m) e il monte Tokachi (2077 m). Hokkaidō è inoltre assai sismica. Per esempio l'epicentro di un terremoto di magnitudo 8 avvenuto il 23 settembre 2003, si trovava molto vicino all'isola. La prefettura di Hokkaidō comprende anche altre isole minori, quali Rishiri, Okushiri, e Rebun. L'isola è coperta per il 71% da foreste e per il 16% da terreni agricoli.

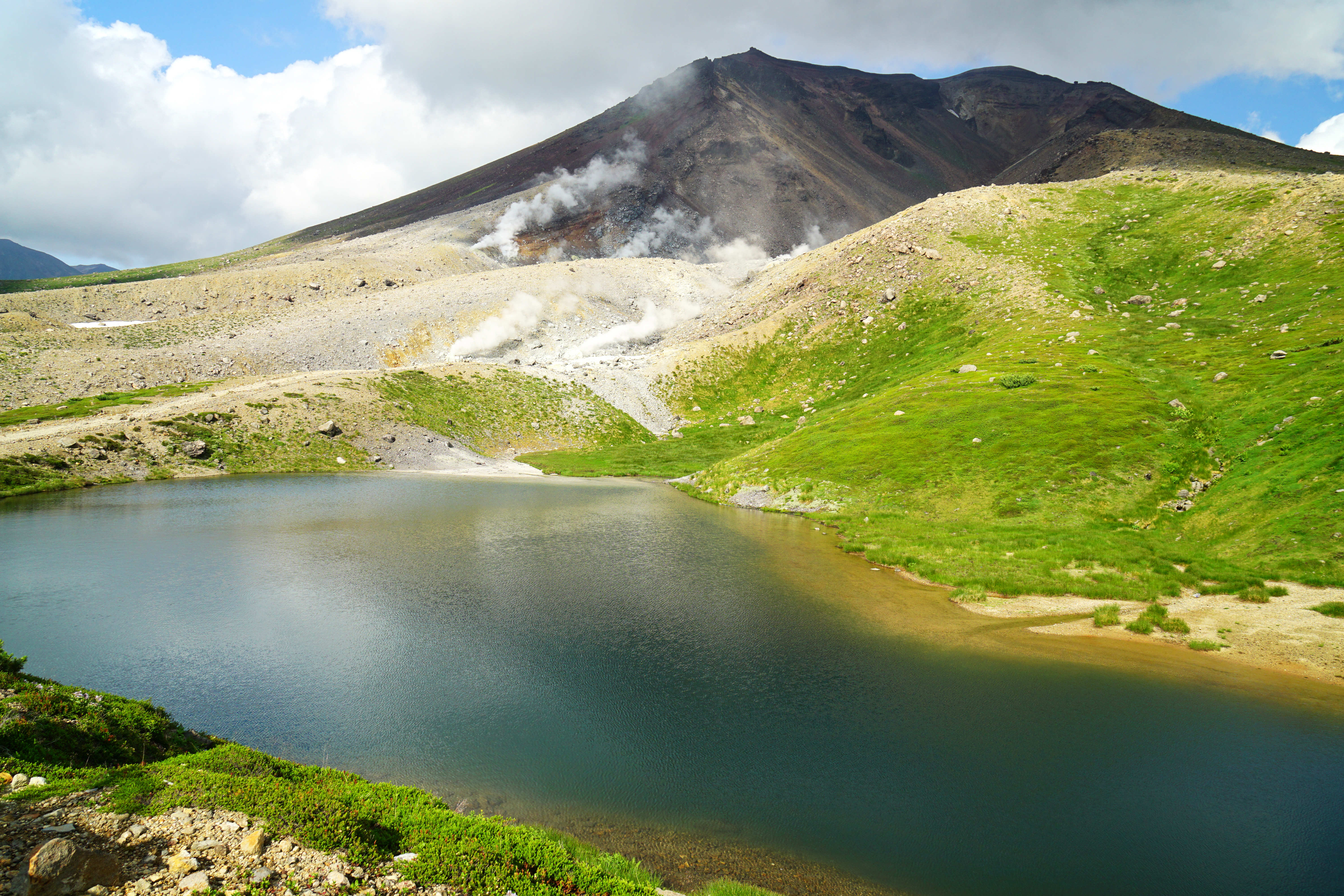
Il monte Asahi.
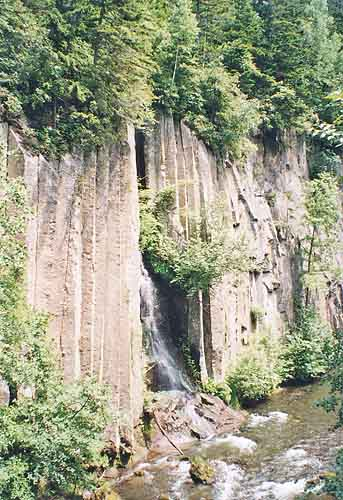
Le gole di Sōunkyō, nella zona vulcanica di Daisetsu-zan.
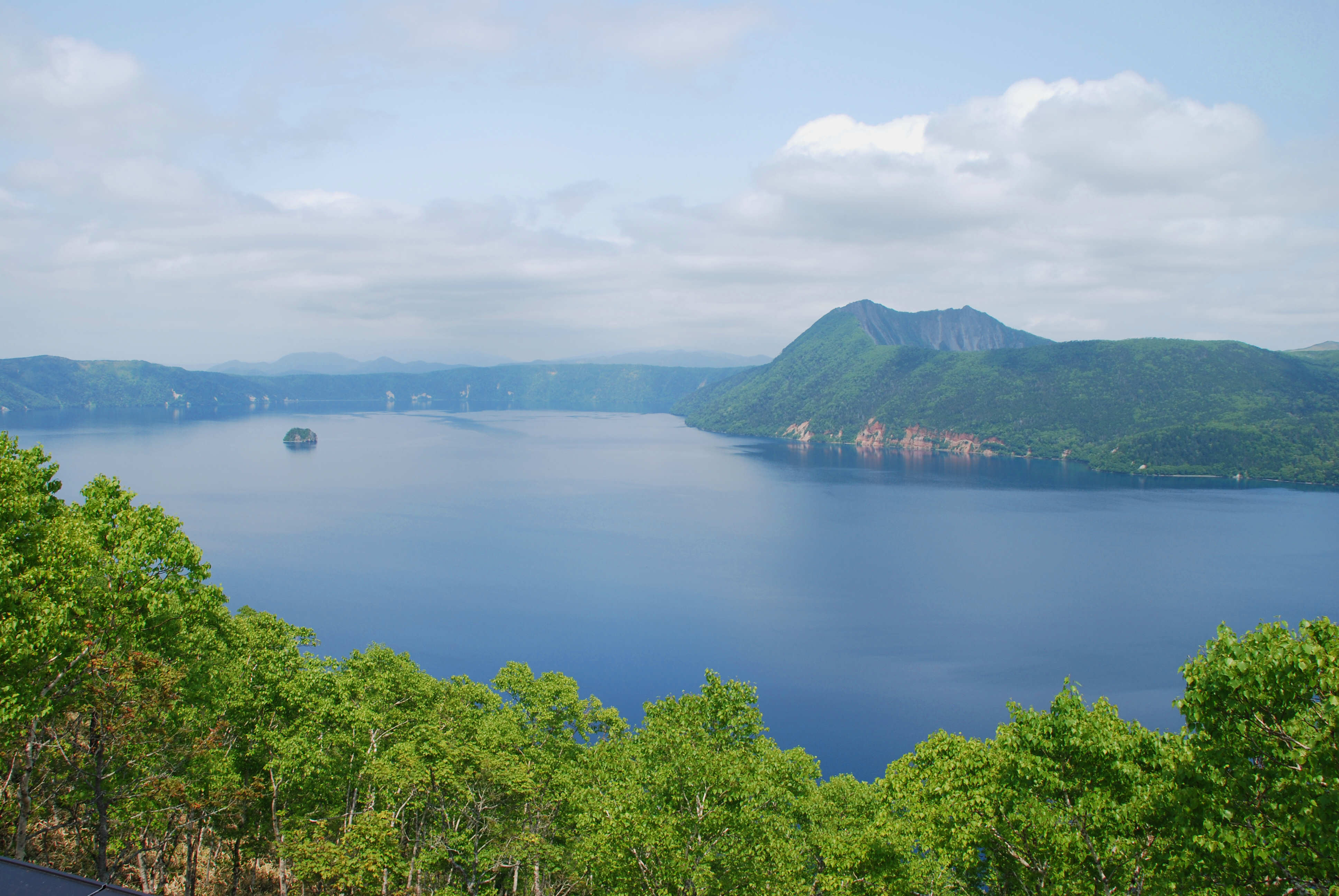
Il lago Masshu.
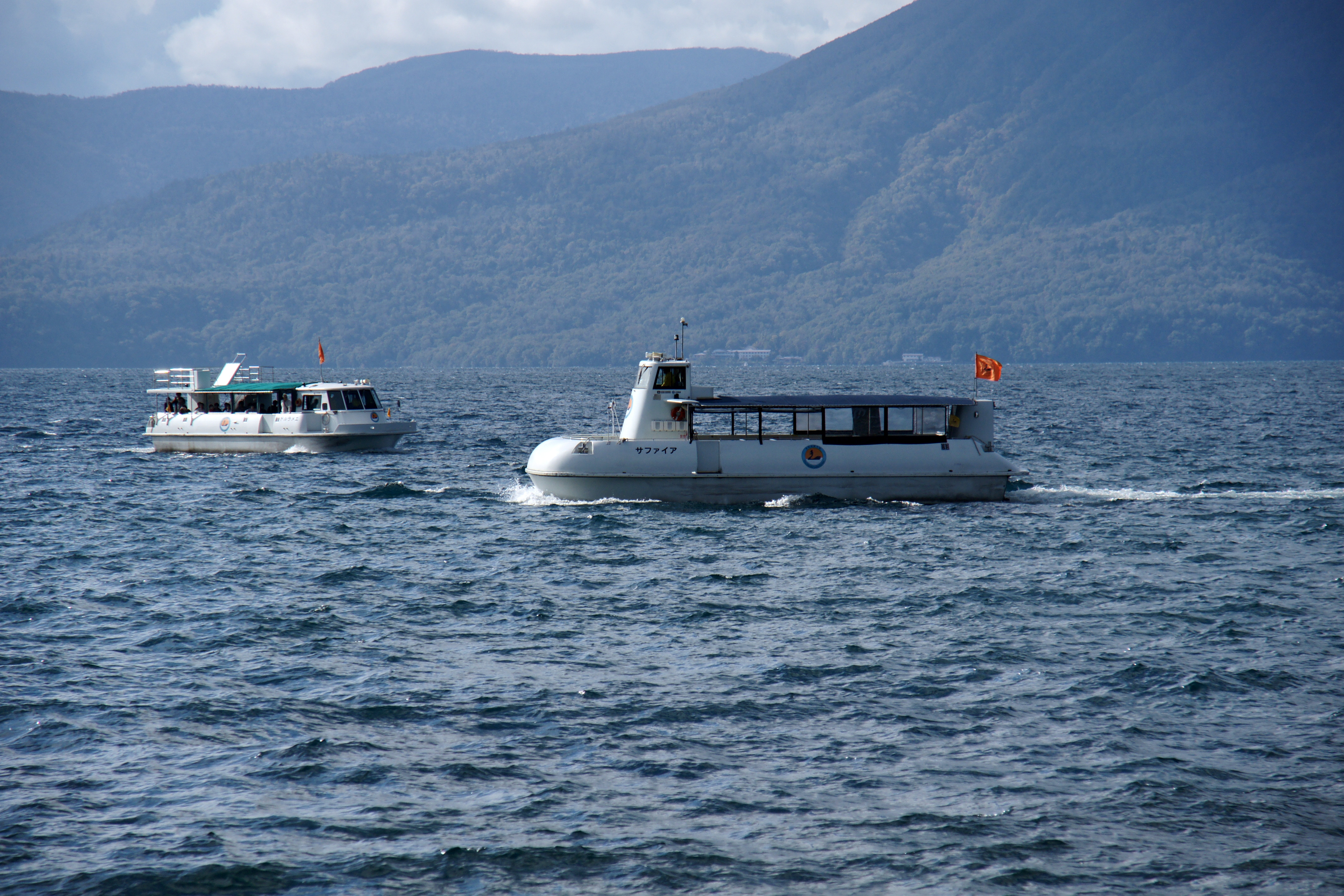
Il lago Shikotsu

### Clima

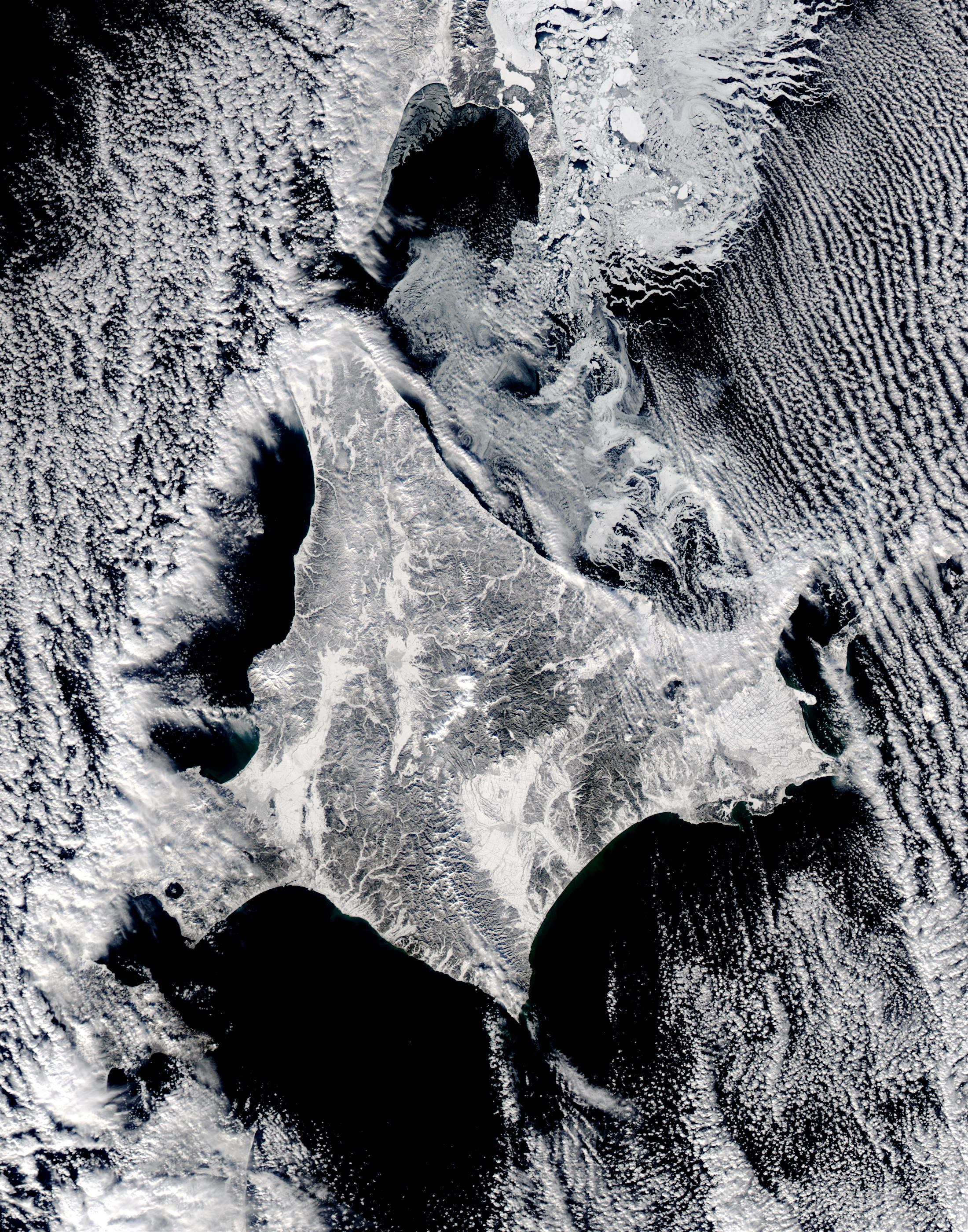
Immagine satellitare dell'isola durante l'inverno

Hokkaidō è conosciuta per le sue estati relativamente fresche e secche (che attirano numerosi turisti) e per i suoi inverni rigidi in rapporto alla latitudine sotto al 45º parallelo. La temperatura media di agosto (tra le minime e le massime) è di circa 22 °C al livello del mare, mentre quella di gennaio varia dai −4 °C ai −12 °C o inferiore, in ragione dell'altitudine sul livello del mare e dell'esposizione. In pieno inverno (dicembre-gennaio) le tempeste di neve, portate dai gelidi venti siberiani che scendono per migliaia di chilometri non trovando ostacoli sufficienti a smorzarli, sono frequenti.
Nei mesi freddi il mare di Ochotsk gela in gran parte, rendendo la navigazione impossibile su tutta la costa settentrionale. I pescatori devono interrompere quindi le loro attività fino al disgelo, che tendenzialmente all'inizio di aprile è quasi completato.

### Parchi naturali
- Parco nazionale di Rishiri-Rebun-Sarobetsu
- Parco nazionale di Shiretoko
- Parco nazionale di Daisetsuzan
- Parco nazionale di Akan
- Parco nazionale di Kushiro-shitsugen
- Parco nazionale di Shikotsu-Tōya

## Storia
Hokkaidō era originariamente la terra del popolo Ainu. Permangono infatti le tracce della lingua ainu nel toponimo dell'isola, così come per quelli di numerose città tra cui lo stesso capoluogo Sapporo, e di parecchie specie d'alberi e d'animali (per esempio ezomatsu, ovvero il pino di Hokkaidō). L'origine degli Ainu è tuttora dibattuta; la teoria più diffusa li fa venire dal continente asiatico, probabilmente legati ai popoli mongoli. Effettivamente, nel sud di Hokkaidō, degli studi archeologici hanno messo in evidenza la presenza di tribù risalenti al periodo Jōmon, probabilmente originarie dell'Asia, da 8 000 a 6 000 anni fa, i cui discendenti potrebbero essere gli Ainu. Nel nord di Hokkaidō si installarono le popolazioni di Ochotsk sei o sette secoli avanti Cristo.
Dal VII al XII secolo coabitavano le culture sedentarie e agricole di Ochotsk e Satsujin, che si mescolarono in alcuni luoghi. Tuttavia gli originari di Ochotsk scomparirono o furono assorbiti dai Satsujin nel XII secolo, formando infine il popolo Ainu.
L'insediamento dei primi Giapponesi in Hokkaidō avvenne nel 1600 con decine di migliaia di pescatori, mercanti e contadini, ma nel complesso l'isola restò alquanto spopolata fino al XIX secolo, con una popolazione di 50 000 o meno abitanti. Intanto però gli immigrati giapponesi avevano superato in numero gli Ainu, che avevano cominciato a diminuire dal XVI secolo. Hokkaidō fu a lungo chiamata Yeso, Ezo o Ezochi fino alla Restaurazione Meiji.
Poco dopo la guerra Boshin del 1868 un gruppo di fedeli di Tokugawa, comandati da Takeaki Enomoto, dichiarò l'indipendenza dell'isola sotto il nome di Repubblica di Ezo, ma la ribellione fu sedata nel maggio 1869. L'effettiva integrazione di Hokkaidō nel Giappone, all'epoca chiamato Impero giapponese, avvenne con la Restaurazione Meiji, a partire dal 1868, a causa delle preoccupazioni circa l'espansione russe in Estremo Oriente. La regione fu divisa in undici province: Tokachi, Hidaka, Ishikari, Kitami, Kushiro, Nemuro, Teshio, Oshima, Shiribeshi, Iburi e Chishima per le isole Curili del sud. Nel 1882, le province di Hokkaidō si fusero per formare tre prefetture: Hakodate, Sapporo e Nemuro, le quali si unirono a loro volta nel 1886.
Nel 1869 fu creata la Commissione per lo sviluppo di Hokkaidō con l'intento di favorire il popolamento dell'isola, i cui abitanti aumentarono fortemente al sud e nella città di Sapporo, scelta per ospitare il governo centrale nel 1885. Dal 1875 i tondenhei (soldati-coloni) si stabilirono sull'isola in cambio di terre coltivabili. Nel 1900 600 000 coloni giapponesi risiedevano in Hokkaidō. L'integrazione degli immigrati avvenne in tre tappe: l'instabilità della nuova società nel periodo Meiji; il radicamento e l'affermazione di un'identità locale tra il 1910 e il 1955 circa; infine una fase di delocalizzazione, come d'altronde in tutto il Giappone, e di forte urbanizzazione, a significare che i localismi si stavano facendo da parte.
Durante gli anni Trenta del 1900 l'isola beneficiò della modernizzazione intensiva, della rivoluzione industriale, della nascita della risicoltura e degli aiuti economici occidentali (specialmente americani), cosicché la maggior parte del territorio era completamente occupato, eccetto le terre più ostili a nord e a est, con le grandi città tra cui Sapporo e Otaru.
Dopo la Seconda guerra mondiale circa cinque milioni di coloni tornarono dalla Corea e dalla Manciuria, in modo che a partire dal 1950 la popolazione delle zone più abitate si spingesse sistematicamente nelle aree poco popolate del nord e dell'est. Il 5 settembre 2018 il sud dell'isola fu colpita dal terremoto di Hokkaidō, il sesto più forte mai registrato fino a quel momento nel Paese da quando il sistema di misurazione shindo era stato introdotto nel 1949. Il sisma provocò la morte di 41 persone.

## Economia
Hokkaidō occupa il primo posto nel settore primario del Giappone, specialmente per la produzione di riso e di pesce. L'insieme del settore è molto sviluppato: allevamento, agricoltura, pesca.
Sebbene l'industria leggera sia egualmente rappresentata (in particolare carta, birra e produzione alimentare) la maggior parte dei posti di lavoro si trova nel settore dei servizi. Il turismo è molto importante per l'economia, particolarmente durante l'estate, la cui frescura attrae turisti (fa molto caldo nel resto del Giappone durante questo periodo dell'anno). In inverno sono invece le stazioni sciistiche a prendere il sopravvento (a Sapporo vennero disputati i Giochi olimpici invernali del 1972).

## Infrastrutture e trasporti

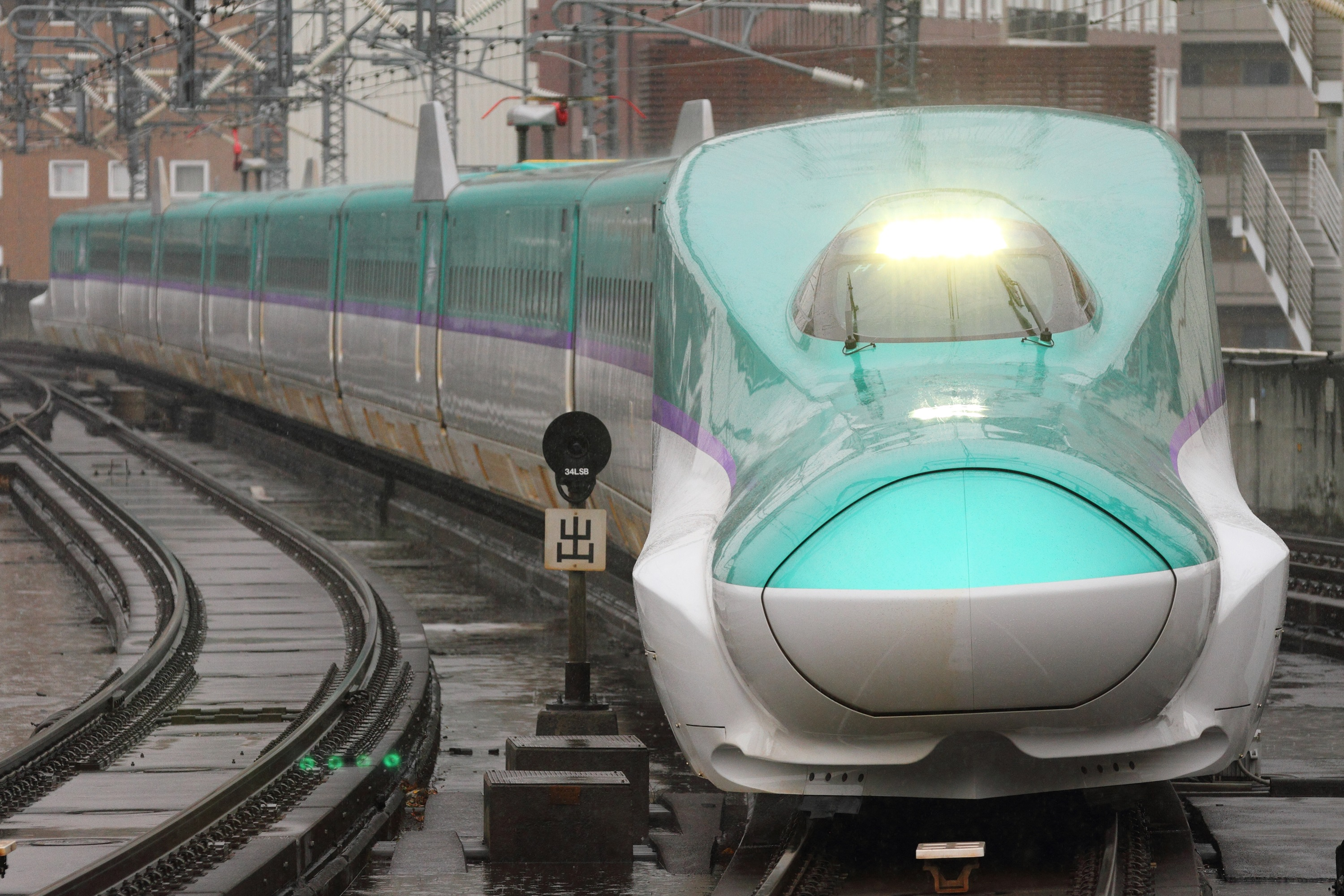
Treno dell'Hokkaido Shinkansen

L'unico collegamento terrestre di Hokkaidō con il resto del Giappone è la galleria Seikan. La maggior parte dei viaggiatori arriva sull'isola mediante aeroplano. Il principale aeroporto è quello di Chitose, chiamato aeroporto di Shin-Chitose, a sud di Sapporo. Tokyo-Chitose è la linea più frequentata del Giappone con quarantacinque voli giornalieri, operati da tre società.
Si può anche andare a Hokkaidō con il traghetto, a partire dai porti di Sendai e Niigata.
La rete ferroviaria all'interno di Hokkaidō è molto sviluppata, ma alcune città sono accessibili solo in bus o in automobile.